# József Kautzky
József Róbert Kautzky (węg. József Róbert Konkoly, ur. 18 października 1902 w Alsótold, zm. 11 kwietnia 1984) – węgierski piłkarz występujący na pozycji napastnika, reprezentant Węgier w latach 1925–1930.

## Kariera klubowa
Karierę na poziomie seniorskim rozpoczął w 1922 roku w Törekvés SE, dla którego w sezonie 1922/23 zdobył 9 goli. W latach 1923–1924 występował w zagranicznych klubach: Makkabi Brno (Czechosłowacja) oraz Foot Ball Club Spezia (Prima Categoria, Włochy). W 1924 roku powrócił do Törekvés SE, gdzie grał przez kolejne 2 lata. Następnie występował w Nemzeti SC oraz Pécs-Baranya FC. Karierę zakończył w połowie lat 30. jako grający trener Salgótarjáni SE.

## Kariera reprezentacyjna
18 stycznia 1925 zadebiutował w reprezentacji Węgier w wygranym 2:1 meczu towarzyskim przeciwko Włochom w Mediolanie. 20 sierpnia 1926 w meczu z Polską (4:1) zdobył jedyną bramkę w drużynie narodowej. Ogółem w latach 1925–1930 rozegrał on w reprezentacji 4 spotkania w których strzelił 1 gola.

## Życie prywatne
Urodził się w 1902 roku we wsi Alsótold jako syn Józsefa Róberta Kautzky'ego i Viktórii Kautzky z d. Fekete. W 1924 roku w Budapeszcie poślubił Irénę Lantos, z którą miał czterech synów: Norberta (pisarz i poeta), Armanda, Józsefa (aktor) i Ervina (aktor). Jego wnuk Armand - syn Ervina - jest jednym z najbardziej znanych na Węgrzech aktorów dubbingowych.